# 1963년 불교 법난
1963년 불교 법난 또는 불교도 위기(베트남어: Biến cố Phật giáo)는 1963년 5월부터 11월까지 베트남 공화국에서 발생한 정치적, 종교적 긴장 시기로, 남베트남 정부의 일련의 억압적 행위와 주로 불교 승려들이 주도한 시민 저항 운동으로 특징지어진다.
이 위기는 5월 8일 후에의 중심 도시에서 불교기 사용 금지에 항의하던 비무장 민간인 9명이 총격을 당하면서 시작되었다. 위기는 1963년 11월 베트남 공화국 육군의 쿠데타와 1963년 11월 2일 응오딘지엠 대통령의 체포 및 암살로 끝이 났다.

## 배경
1963년 인구의 70~90%가 불교도였던 베트남 공화국에서 응오딘지엠 대통령의 친-가톨릭 정책은 많은 불교도들을 적대시했다. 가톨릭 소수 민족이었던 지엠은 공무원 및 군인 승진, 토지 할당, 사업 특혜, 세금 감면 등에서 가톨릭에 편향된 정부를 이끌었다. 지엠은 한때 고위 장교에게 불교도임을 잊고 "가톨릭 장교들을 민감한 위치에 배치하십시오. 그들은 신뢰할 수 있습니다."라고 말했다. 많은 베트남 공화국 육군 장교들은 진급이 가톨릭으로 개종하는 것에 달려 있다고 믿고 가톨릭으로 개종했으며, 그렇게 하지 않으면 많은 이들이 진급이 거부되었다. 또한, 남베트남 민족해방전선(VC) 게릴라를 격퇴하기 위한 마을 자위 민병대에 총기를 배포하는 것은 가톨릭 신자에게만 무기를 제공하는 방식으로 이루어졌다. 일부 가톨릭 사제들은 사병을 운영했으며 일부 지역에서는 강제 개종, 약탈, 포격 및 불탑 파괴가 발생했다. 여러 불교 마을은 지엠 정권의 강제 이주를 피하고 원조를 받기 위해 집단적으로 개종했다.
로마 가톨릭교회는 국내 최대의 지주였으며, 프랑스에 의해 불교에 부과된 "사적" 지위는 지엠에 의해 철폐되지 않아 공공 활동을 수행하기 위해서는 공식적인 허가가 필요했다. 교회가 소유한 토지는 토지개혁에서 제외되었으며, 가톨릭 신자들도 정부가 모든 다른 시민에게 의무적으로 부과하는 부역에서 사실상 면제되었다. 공공 지출은 가톨릭 다수 마을에 불균형적으로 분배되었다. 지엠 치하에서 가톨릭 교회는 재산 취득에 특별 면제를 받았으며, 1959년 지엠은 국가를 성모 마리아에게 헌납했다. 바티칸 국기는 베트남 공화국의 주요 공공 행사에서 정기적으로 게양되었다. 1956년 1월, 지엠은 "국방 및 공공 안보에 위험하다고 간주되는 개인은 행정 명령으로 강제 수용소에 수용될 수 있다"고 허용하는 명령 46호를 제정했다. 이 명령은 반대하는 불교도들에게 사용되었다. 이 악명 높은 조치는 나중에 국민들 사이에 큰 분노를 불러일으켰고, 일부 소수 민족이 남베트남 민족해방전선을 지지하거나 가입하게 되었다.

## 사건들

### 1963년 5월
1958년 거의 시행되지 않던 법률인 법령 10호가 1963년 5월에 종교 깃발 게양을 금지하기 위해 발동되었다. 이는 석가모니 탄생일인 베사카에 불교기 게양을 불허하는 것이었다. 이 법률의 적용은 그 해 가장 중요한 종교 축제를 앞두고 불교도들 사이에서 분노를 일으켰는데, 일주일 전에는 가톨릭 신자들이 국내 최고 가톨릭 성직자인 지엠의 형 응오딘툭 대주교를 위한 정부 주최 기념 행사에서 바티칸 깃발을 게양하도록 권장되었기 때문이다. 5월 8일 후에에서 불교도들이 불교기 금지에 항의 시위를 벌였다. 경찰과 군대가 시위대에 총격을 가하고 수류탄을 던져 시위를 해산시키려 했고, 이로 인해 9명이 사망했다.
후에 총격 사건에 대한 대응으로 불교 지도자 틱찌꽝은 불교기 게양의 자유, 불교도와 가톨릭 신자 간의 종교적 평등, 희생자 가족에 대한 보상, 자의적인 체포 중단, 책임 있는 공무원 처벌을 요구하는 5개항의 "승려 선언문"을 발표했다. 이 요청은 5월 13일에 공식화되었고, 5월 15일에 협상이 시작되었다.
지엠은 이 사건에 대한 정부의 책임을 부인했다. 대신 그는 남베트남 민족해방전선에게 책임을 전가했다. 지엠의 국무장관 응우옌딘투언은 남베트남 민족해방전선이 불교도의 불안을 이용했다고 비난하며, 지엠이 더 이상의 요구를 부추기지 않고는 양보할 수 없다고 선언했다. 지엠 지지 신문인 베트남 프레스는 종교의 자유가 존재함을 확인하고 국기의 우월성을 강조하는 정부 선언문을 발표했다. 지엠의 베트남 국회는 이 성명을 지지했지만, 이것은 불교도들을 달래지 못했다. 한 회의에서 지엠은 불교도들이 이미 누리고 있는 것을 요구한다고 "빌어먹을 바보들"이라고 불렀다. 회의 내용을 담은 정부 보도 자료에도 "빌어먹을 바보들"이라는 표현이 사용되었다. 5월 18일, 지엠은 후에 총격 사건 희생자 가족에게 7000달러의 소액 보상금을 지급하는 데 동의했다. 지엠은 또한 총격 사건 책임자들을 해고하는 데 동의했지만, 시위대 사망에 대한 책임이 아니라 공무원들이 질서를 유지하지 못했다는 이유에서였다. 그는 끈질기게 남베트남 민족해방전선에게 책임을 돌렸다.
5월 30일, 500명이 넘는 승려들이 사이공 베트남 국회 앞에서 시위를 벌였다. 불교도들은 버스 4대를 빌려 승려들을 태우고 블라인드를 닫은 채 대중 집회 금지를 피했다. 그들은 지정된 시간까지 도시를 돌아다녔고, 행렬이 멈추자 승려들은 내렸다. 이는 지엠의 8년간의 통치 기간 동안 사이공에서 처음으로 공개적인 시위가 열린 것이었다. 그들은 현수막을 펼치고 4시간 동안 앉아 있다가 해산하여 사찰로 돌아갔고, 불교 대사 틱띤키엣이 조직한 전국적인 48시간 단식 투쟁을 시작했다.

### 1963년 6월
6월 1일, 지엠 당국은 후에 사건에 관련된 주요 공무원 3명을 해고한다고 발표했다. 이들은 지방장과 부관, 베트남 중부 지역 정부 대표였다. 해고 사유는 질서 유지 실패였다. 이 무렵 상황은 화해 불능 상태로 보였다.
6월 3일, 사이공과 다른 도시들에서 전국적인 시위가 벌어지는 가운데, 베트남 경찰과 베트남 공화국 육군 병사들은 후에 뜨담 사원 밖에서 기도하는 불교 시위자들의 머리에 화학 물질을 뿌렸다. 67명이 병원에 입원했으며, 미국은 지원 철회를 비공개적으로 위협했다.
지엠은 화학 공격 논란에 대응하여 불교 지도자들과 공식 회담을 갖기로 합의했다. 그는 응우옌응옥터 부통령을 위원장으로, 응우옌딘투언, 내무장관 부이반르엉을 포함한 3명의 부처간 위원회를 임명했다. 불교 지도자들과의 첫 회의는 공격 이틀 후에 열렸고, 논의된 문제 중 하나는 후에의 교착 상태와 종교 평등이 시행될 경우 시위를 중단하는 것이었다. 지엠은 6월 7일 연설에서 긴장의 일부가 그의 관리들이 "충분한 이해와 민감성"이 부족했기 때문이라고 말하면서, 적어도 공개적으로는 입장을 누그러뜨리는 듯 보였지만, 불교 위기 시작 이후 후에에서 발생한 폭력 사태에 대한 직접적인 잘못 인정은 없었다.
6월 11일, 불교 승려 틱꽝득은 지엠의 정책에 항의하여 사이공의 번잡한 교차로에서 분신자살했다.
불교 승려의 분신자살에 대한 항의에 대해, 당시 베트남 공화국의 퍼스트 레이디이자 응오딘뉴 (지엠의 형이자 수석 고문)의 아내였던 쩐레쑤언은 "그들을 태우게 하고 우리는 박수갈채를 보낼 것이다", 그리고 "불교도들이 또 다른 바비큐를 원한다면, 기꺼이 가솔린과 성냥을 공급해 줄 것이다."라고 말했다.
윌리엄 트루하트 주미 대사 대행은 의미 있는 양보 없이는 미국이 지엠 정권을 공개적으로 비난할 것이라고 경고했다. 지엠은 그러한 움직임이 협상을 망칠 것이라고 말했다. 6월 14일, 지엠의 위원회는 불교도들과 만났는데, 불교도들은 대통령령으로 법령 10호를 즉시 개정할 것을 지엠에게 요구했으며, 국회가 그렇게 할 때까지 기다리지 말라고 요청했다. 국회는 6월 12일에 이 문제를 다룰 위원회를 설립할 것이라고 발표했다. 트루하트는 부처간 위원회가 "친선 정신"으로 불교도들의 입장을 수용하고 나중에 세부 사항을 명확히 할 것을 권고했다. 협상 중 틱띤키엣은 협상을 위태롭게 할 수 있는 어떠한 행동도 피하도록 불교도들에게 전국적인 호소를 보냈으며, 지엠은 정부 공무원들에게 사찰 주변의 모든 장벽을 제거하도록 명령했다.
6월 16일, 위원회와 불교도들 사이에 합의가 이루어졌다. 5개 요구 사항 모두에 대한 합의가 이루어졌지만, 조건은 모호했다. 지엠은 자신이 이미 받아들인 것 외에는 아무것도 포함되어 있지 않다고 주장했다. "공동 성명"은 국기가 "항상 존중되어야 하며 적절한 위치에 놓여야 한다"고 명시했다. 국회는 종교 단체들과 협의하여 "법령 10호의 규정에서" 이들을 제외하고 종교 활동에 적합한 새로운 지침을 수립할 것이다. 한편 정부 위원회는 규정의 느슨한 적용을 약속했다. 또한 불교 문학 및 기도서 검열에 대한 관용과 불교 탑, 학교 및 자선 기관 건설 허가 부여를 약속했다.
양측은 불교도들의 불만을 "재검토"하기 위한 조사 위원회 구성에 동의했고, 지엠은 정부에 항의했던 모든 불교도들에게 완전한 사면을 허용하기로 합의했다. 이 합의는 "정상적이고 순수한 종교 활동"은 사찰이나 불교도 총연합 본부에서 정부 허가 없이 방해받지 않을 수 있다고 명시했다. 지엠은 후에 총격 사건에 대한 조사와 유죄 판결을 받은 자에 대한 처벌을 약속했지만, 정부의 개입은 부인했다. 체면을 살리기 위해 지엠은 "이 공동 성명에 명시된 조항들은 처음부터 내가 원칙적으로 승인한 것이다"라는 문구를 자신의 필체로 추가하여 합의서에 직접 서명했다. 이는 자신이 양보할 것이 없음을 암시하는 것이었다.
공동 성명은 6월 16일에 언론에 공개되었고 틱띤키엣은 지엠에게 감사를 표하며 불교 공동체에 정부와 협력할 것을 촉구했다. 그는 "공동 성명이 새로운 시대를 열 것이며... 어떠한 잘못된 행동도 다시는 발생하지 않을 것"이라는 "확신"을 표명했다. 그는 시위 운동이 끝났음을 선언하고 불교도들에게 정상적인 삶으로 돌아가 합의의 성공을 위해 기도할 것을 촉구했다. 그러나 일부 젊은 승려들은 지엠 정권이 책임을 지지 않았다고 느끼며 협상 결과에 실망했다.
트루하트는 합의 이행에 대해 회의적이었고, 만약 지엠이 약속을 지키지 않는다면 미국은 다른 리더십 옵션을 찾아야 한다고 비공개적으로 보고했다. 분신자살 사건 이후 미국 신문에서 미국-지엠 간의 불화에 대한 추측이 논의되면서 문제는 지엠에게 국내를 넘어선 홍보 문제로 번졌다. 뉴욕 타임스는 6월 14일, 외교관들이 지엠을 비공개적으로 공격했다는 유출된 정부 정보를 인용하여 1면 헤드라인을 실었다. 또한 베트남 공화국 주둔 미국 자문단의 수장인 폴 하킨스 장군이 시위대에 대한 조치를 취하는 베트남 공화국 육군 부대를 돕지 말라고 부하들에게 명령했다고 보도했다. 당시 미국은 토 부통령에게 그들이 지엠을 대통령으로 교체하는 것을 지지할 것이라고 말하는 것을 고려했다. 이는 베트남 공화국 공군 참모총장인 도칵마이 중령이 동료들 사이에서 쿠데타 지지를 모색하기 시작했다는 소문이 나돌던 시기와 겹쳤다.
합의는 다음 날 싸로이 사원 밖에서 발생한 사건으로 인해 의심받게 되었다. 약 2,000명의 군중이 경찰과 대치했으며, 경찰은 합의에도 불구하고 사찰 주변에 계속해서 진을 쳤다. 결국 폭동이 발생했고 경찰은 최루탄, 소방 호스, 곤봉, 총기를 사용하여 군중을 공격했다. 한 시위자가 사망하고 수십 명이 부상을 입었다. 양측의 온건파는 평온을 촉구했지만, 일부 정부 관계자들은 "극단주의자들"을 비난했다. AP 통신은 이 폭동을 "수년 만에 베트남 공화국에서 가장 격렬한 반정부 봉기"라고 보도했다. 또한, 공동 성명의 조건과 달리 많은 시위자들이 여전히 투옥되어 있었다. 위기는 더욱 심화되었고, 더 많은 불교도들이 정부 변화를 요구하기 시작했으며, 틱찌꽝과 같은 젊은 승려들이 전면에 나서서 지엠에게 현재의 교착 상태의 책임을 돌렸다. 합의가 원하는 결과를 낳지 못함에 따라, 온건파였던 나이 많고 고위 승려들의 위신이 떨어졌고, 더 젊고 단호한 승려들이 불교 정치에서 더 중요한 역할을 맡기 시작했다.
틱띤키엣은 틱꽝득의 장례식 후 지엠에게 편지를 보내 정부가 합의를 지키지 않고 있으며 베트남 공화국 불교도들의 상황이 악화되었다고 지적했다. 토는 이 주장을 부인했고, 응오딘뉴는 기자에게 "이 사건에서 억압받는 사람이 있다면, 끊임없이 공격받고 입이 스카치 테이프로 봉쇄된 정부입니다."라고 말했다. 그는 자신의 공화청년단을 통해 합의를 비판하며, 국민들에게 "미신과 광신의 간접적인 지시(sic)에 저항하라"고 촉구하고 "공동 성명을 악용할 수 있는 공산주의자들"에 대해 경고했다. 동시에 뉴는 공화청년단에게 합의를 거부하도록 정부에 로비할 것을 촉구하고 불교도들을 "반군"과 "공산주의자"라고 부르는 비밀 메모를 발행했다. 뉴는 자신의 영어 대변지인 타임즈 오브 베트남을 통해 불교도들을 계속해서 비난했는데, 이 신문의 사설은 보통 응오 가문의 개인적인 견해로 간주되었다.
미국 국무부 보고서는 종교적 불안이 공산주의 요소에 의해 조장된 것이 아니라고 결론지었다. 그동안 정부는 지역 관리들에게 합의가 불교 운동을 단호하게 진압하기 전에 시간을 벌기 위한 "전술적 후퇴"라고 조용히 알렸다. 지엠 정권은 불교도 시위로 투옥된 불교도들의 석방을 이행하는 것을 지연시켰다. 이로 인해 미국 정부 내에서는 지엠에게 극단적인 영향을 미친 것으로 간주되는 뉴 일가를 권력에서 축출해야 한다는 논의가 촉발되었다.
불교도들은 정부의 의도에 대해 점점 더 회의적으로 변하고 있었다. 그들은 합의가 지엠이 주요 불교 승려들을 체포하기 전에 대중의 분노가 가라앉을 때까지 시간을 벌기 위한 정부의 전술이라는 정보를 입수했다. 그들은 비판적인 팜플렛 제작을 늘리고 서구 언론에 실린 지엠 비판 기사를 번역하여 대중에게 배포하기 시작했다. 약속이 계속 지켜지지 않으면서 싸로이 사원과 다른 곳에서의 시위는 계속해서 증가했다.

### 1963년 7월
7월, 지엠 정부는 불교도들을 계속 공격했다. 틱꽝득이 불태워지기 전에 약물을 투여받았다고 비난했다. 토는 베트콩이 불교도들을 침투시켜 정치 조직으로 전환시켰다고 추측했다. 르엉 내무장관은 내각 장관들이 살해 위협을 받았다고 주장했다. 헨리 캐벗 로지 주니어는 8월 말부터 새로운 미국 대사로 발표되었으며, 지엠과 너무 가깝다고 여겨졌던 프레더릭 놀팅을 대체했다.
1963년 7월 7일, 응오딘뉴의 비밀 경찰은 지엠의 집권 9주년을 맞아 불교 시위를 취재하던 미국 기자단을 공격했다. AP 통신의 피터 아넷은 코를 맞았지만, 뉴욕 타임스의 데이비드 핼버스탬이 뉴의 부하들보다 훨씬 키가 커서 반격하여 비밀 경찰이 퇴각하면서 싸움은 금방 끝났다. 아넷과 그의 동료인 퓰리처상 수상 기자이자 사진작가인 말콤 브라운은 나중에 사무실에서 경찰에게 붙잡혀 경찰관 공격 혐의로 심문을 받기 위해 연행되었다. 결국, 지엠은 미국 대사관의 개입 후에 브라운과 아넷에 대한 혐의를 취하하는 데 동의했다.
같은 날, 지엠은 "베트남 불교 총회가 제기한 문제들이 방금 해결되었다"고 공개적으로 주장했다. 그는 남아있는 모든 문제를 "국제 공산주의 요원들과 공산주의 동조자들의 지하 개입으로 돌리면서, 그들이 민주주의자로 위장한 파시스트 이념가들과 결탁하여 은밀히 국내 분열을 재점화하려 하고 동시에 해외에서 우리에 대한 여론을 선동하고 있었다"고 말하여 그가 현실과 동떨어져 있다는 인식을 강화했다.

### 1963년 8월
8월 18일 일요일, 불교도들은 사이공에서 가장 큰 싸로이 사원에서 대규모 시위를 벌였고, 비에도 불구하고 약 15,000명이 모였다. 참가자는 이전 일요일 집회보다 약 3배 많았다. 행사는 몇 시간 동안 이어졌으며, 승려들의 연설이 종교 의식과 번갈아 진행되었다. 한 베트남 언론인은 거의 10년 전 지엠이 집권한 이후 베트남 공화국에서 유일하게 감정적인 대중 집회였다고 말했다. 뉴욕 타임스의 데이비드 핼버스탬은 불교도들이 지아롱궁이나 다른 정부 건물로 행진 시위를 조직하여 대규모 군중을 활용하지 않은 것은 다음 주에 새로 부임할 미국 대사 헨리 캐벗 로지 주니어의 도착을 위해 가장 큰 시위를 아껴두고 있기 때문이라고 추측했다. 싸로이 사원에 대한 정부의 공격이 예상되었기 때문에 핼버스탬은 불교도들이 "빠르고 위험한 게임"을 하고 있다고 결론지었다. 그는 "불교도들 스스로 모든 전개 상황을 적어도 그만큼 잘 알고 있는 듯했으며, 그들의 시위는 점점 더 강렬해지는 것처럼 보였다"고 썼다.
8월 18일 저녁, 10명의 고위 베트남 공화국 육군 장군들이 모여 상황을 논의하고 계엄령을 선포해야 한다고 결정했다. 8월 20일, 뉴는 7명의 장군을 지아롱궁으로 불러 협의했다. 그들은 계엄령 선포를 요청하고 승려들을 해산시키는 방안을 논의했다. 뉴는 장군들을 지엠에게 보냈다. 대통령은 쩐반돈 장군이 이끄는 7명의 그룹의 말을 들었다. 돈은 공산주의자들이 싸로이 사원의 승려들을 침투시켰다고 주장하며, 시민 불안으로 인해 베트남 공화국 육군 사기가 저하되고 있다고 경고했다. 그는 불교도들이 지아롱궁으로 행진하는 군중을 모을 수도 있다고 주장했다. 이 말을 듣고 지엠은 각료들과 상의하지 않고 다음 날부터 계엄령을 선포하기로 동의했다. 병력은 사이공으로 파견되어 전략적 지점을 점령하라는 명령을 받았다. 돈은 해외에서 치료를 받고 있던 레반띠 장군 대신 임시군 사령관으로 임명되었다. 돈은 지엠이 승려들의 안녕에 대해 염려하는 듯 보였으며, 장군들에게 그들 중 누구도 다치게 하고 싶지 않다고 말했다고 언급했다. 계엄령 명령은 돈의 서명으로 승인되었지만, 돈은 8월 21일 새벽에 자신의 동의 없이 군사 작전이 시작될 것이라는 것을 전혀 알지 못했다.
8월 21일 자정 직후, 뉴의 지시에 따라 레꽝뚱 대령이 이끄는 베트남 공화국 육군 특수부대 병력이 베트남 공화국 전역의 불교 사원에 대한 일련의 동시 공격을 감행했다. 1,400명 이상의 불교도들이 체포되었다. 살해되거나 "실종된" 수는 수백 명으로 추정된다. 습격당한 사원 중 가장 유명한 곳은 싸로이 사원이었는데, 이곳은 시골 지역 불교도들의 집결지가 되었다. 병력은 주 제단을 훼손하고 정권의 정책에 항의하여 분신자살했던 승려 틱꽝득의 온전한 불탄 심장을 압수하는 데 성공했다. 불교도들은 그의 재의 나머지를 담은 그릇을 가지고 도망쳤다. 두 승려는 사원 뒷벽을 넘어 인접한 미국 원조 선교부 부지로 뛰어들어 망명 허가를 받았다. 80세의 불교 원로 틱띤키엣은 체포되어 사이공 외곽의 군 병원으로 이송되었다. 베트남 공화국 육군 제3군단 사령관 똔탓딩 장군은 사이공에 대한 군사 통제를 발표하며, 시내로 들어오는 모든 상업 항공편을 취소하고 언론 검열을 실시했다.
미국 정부는 누가 습격의 배후에 있는지 진실을 깨달은 후, 지엠 정권에 대한 불만을 표명했다. 미국은 응오 일가가 불교도들과 화해하도록 조용히, 비공개적으로 조언하는 동시에 공개적으로는 동맹을 지지하는 정책을 추구했지만, 공격 이후 이 경로는 유지 불가능하다고 간주되었다. 더욱이 공격은 CIA 자금 지원을 받은 미국 훈련 특수부대 요원에 의해 수행되었으며, 새로 부임한 헨리 캐벗 로지 주니어 대사에게 기정사실을 제시했다. 국무부는 습격이 "화해 정책"을 추구하겠다는 약속의 "직접적인 위반"이라고 선언하는 성명을 발표했다.
8월 24일, 케네디 행정부는 사이공 주재 미국 대사관에 케이블 243호를 보냈는데, 이는 미국 정책의 변화를 알리는 것이었다. 이 메시지는 로지에게 뉴를 권력에서 제거하도록 요청하고, 지엠이 미국의 개혁 압력을 따르기를 거부할 경우 대안적인 리더십 옵션을 찾도록 지시했다. 지엠이 뉴와 그의 아내를 제쳐둘 가능성은 거의 없다고 보였기 때문에, 이 메시지는 사실상 쿠데타를 조장하는 것이었다. 미국의 소리 또한 습격에 대한 뉴의 책임을 비난하고 군대의 책임을 면제하는 성명을 방송했다.

### 1963년 9월
8월 사건 이후, 지엠 정권은 케네디 행정부의 주요 관심사가 되었고, 사실 조사 임무가 시작되었다. 이 원정대의 명시된 목적은 남베트남과 미군 고문들이 베트콩 반군에 맞서 벌이는 전쟁의 진행 상황을 조사하는 것이었다. 크룰락 멘덴홀 임무는 빅터 크룰락과 조지프 멘덴홀이 이끌었다. 크룰락은 미국 해병대의 소장이었고, 멘덴홀은 베트남 문제에 능숙한 고위 외무관이었다. 이 여행은 나흘 동안 지속되었다.
미국 국가안전보장회의(NSC)에 제출된 보고서에서 크룰락은 전쟁 진행 상황에 대해 매우 낙관적인 보고서를 제시한 반면, 멘덴홀은 군사적 실패와 대중 불만에 대한 매우 암울한 그림을 제시했다. 크룰락은 베트콩과 싸우는 데 있어서 대중 불만의 영향을 무시했다. 장군은 베트남 병사들의 현장 노력이 지엠의 정책에 대한 대중의 불안에 영향을 받지 않을 것이라고 느꼈다. 멘덴홀은 도시 기반 베트남인들의 정서를 측정하는 데 중점을 두었으며, 지엠의 정책이 남베트남인들로 하여금 베트콩 치하의 삶이 삶의 질을 향상시킬 것이라고 믿게 만들고 있다고 결론지었다.
이 상반된 보고서로 인해 존 F. 케네디 미국 대통령은 두 고문에게 "두 분, 같은 나라를 방문하신 거 맞죠?"라고 유명한 질문을 던졌다.
결론 없는 보고서는 케네디의 고위 자문단 사이에서 격렬하고 개인적인 논쟁의 주제였다. 베트남에 대한 다양한 행동 방침이 논의되었는데, 정권 교체를 촉진하거나 남베트남 정치 문제의 주요 원인으로 간주되는 뉴 일가의 영향력을 약화시키기 위해 일련의 선택적 조치를 취하는 것 등이 포함되었다.
크룰락과 멘덴홀의 상이한 보고서는 후속 임무인 맥나마라–테일러 임무로 이어졌다.

### 1963년 11월
1963년 11월 1일, 6개월간의 긴장과 정권에 대한 반대 여론의 증대 끝에 베트남 공화국 육군 장군들은 1963년 베트남 공화국 쿠데타를 단행하여 응오딘지엠의 체포와 암살로 이어졌다.

## 내용주
1. ↑  Adam Roberts, 'Buddhism and Politics in South Vietnam', The World Today, Royal Institute of International Affairs, London, vol. 21, no. 6, June 1965, pp. 240–50 analyses the causes of the Buddhist crisis and its significance as a case of non-violent struggle.
2. ↑  Moyar, pp. 215–216.
3. ↑  “The Religious Crisis”. 《타임》. 1963년 6월 20일. 2012년 12월 4일에 원본 문서에서 보존된 문서. 2007년 8월 21일에 확인함.
4. ↑  Tucker, pp. 49, 291, 293.
5. ↑  Maclear, p. 63.
6. ↑  “The Situation in South Vietnam – SNIE 53–2–63”. 《The Pentagon Papers》 Gravel판. 1963년 7월 10일. 729–733쪽. 2017년 11월 9일에 원본 문서에서 보존된 문서. 2007년 8월 21일에 확인함.
7. ↑  Tucker, p. 291.
8. 1 2  Gettleman, pp. 280–282.
9. ↑  “South Vietnam: Whose funeral pyre?”. 《뉴 리퍼블릭》. 1963년 6월 29일. 9쪽.
10. ↑  Warner, p. 210.
11. ↑  Fall, p. 199.
12. ↑  Buttinger, p. 993.
13. ↑  Karnow, p. 294.
14. ↑  Buttinger, p. 933.
15. ↑  Jacobs p. 91.
16. ↑  “Diệm's other crusade”. 《뉴 리퍼블릭》. 1963년 6월 22일. 5–6쪽.
17. 1 2  Manhattan, Avro (1987). 《Vietnam: Why Did We Go?》. Chick Publications. 78–79쪽.
18. ↑  Hammer, pp. 103–105.
19. ↑  Jacobs, p. 142.
20. 1 2 3  Jacobs, p. 143.
21. ↑  Hammer, pp. 113–114.
22. ↑  Hammer, pp. 117.
23. ↑  Hammer, pp. 113–117.
24. ↑  Jones, pp. 250–260.
25. ↑  Jones, pp. 252–253.
26. ↑  Jacobs, pp. 144–145.
27. ↑  Gettleman, p. 279.
28. ↑  Hammer, pp. 118, 259.
29. ↑  Jones, pp. 259–260.
30. ↑  Jones, pp. 261–262.
31. ↑  Jones, pp. 261–265.
32. ↑  Jones, pp. 263–264.
33. ↑  Hammer, p. 136.
34. ↑  Halberstam, David (1963년 6월 7일). “Buddhist Accord Sought in Saigon”. 《뉴욕 타임스》. 6면.
35. ↑  Halberstam, David (1963년 6월 8일). “Diem Concession Won by Buddhists”. 《뉴욕 타임스》. 8면.
36. ↑  Sorkin, Amy Davidson (2011년 4월 26일). “Madame Nhu's Match”. 《더 뉴요커》. 2021년 2월 25일에 원본 문서에서 보존된 문서. 2021년 4월 23일에 확인함.
37. 1 2  Jones, pp. 273–275.
38. 1 2 3  Hammer, p. 148.
39. 1 2  Halberstam, p. 129.
40. 1 2  Jones, p. 276.
41. 1 2 3  Jacobs, p. 150.
42. 1 2 3 4  Halberstam, p. 130.
43. ↑  Jones, pp. 275–276.
44. ↑  Jones, p. 277.
45. ↑  Halberstam, pp. 130–131.
46. 1 2  Hammer, pp. 152–153.
47. 1 2 3  Jones, p. 278.
48. ↑  Hammer, pp. 149–150.
49. ↑  Jones, p. 284.
50. ↑  Prochnau, pp. 328–330.
51. 1 2  Langguth, p. 219.
52. ↑  Hammer, p. 157.
53. 1 2  Hammer, pp. 157–158.
54. 1 2 3  Halberstam, p. 140.
55. 1 2  Sheehan, p. 354.
56. ↑  Hammer, p. 164.
57. ↑  Dommen, p. 524.
58. ↑  Halberstam, p. 141.
59. ↑  Hammer, p. 166.
60. ↑  Jones, p. 300.
61. 1 2  Hammer, p. 168.
62. ↑  Jones, p. 298.
63. ↑  Halberstam, p. 147.
64. ↑  Halberstam, p. 151.
65. ↑  Jacobs, p. 153.
66. ↑  Jacobs, pp. 162–163.
67. ↑  Karnow, pp. 303–304.
68. ↑  Halberstam, pp. 157–158.
69. ↑  Halberstam, p. 152.
70. 1 2 3  Jones, pp. 356–360.
71. ↑  Jones, pp. 357.
72. ↑  “Historian Says Viet Nam was JFK's Greatest Failure”. 《Spartanburg Herald》 (Spartanburg, SC). 1965년 11월 26일. 3면. 2023년 11월 1일에 원본 문서에서 보존된 문서. 2023년 1월 2일에 확인함 – news.google.com 경유. The president listened politely and finally said, 'Were you two gentlemen in the same country?'